# Isuzu 117 Coupé
La Isuzu 117 Coupé è un'autovettura prodotta dalla Isuzu tra il 1967 e il 1981.

## Sviluppo
La vettura venne mostrata per la prima volta al pubblico al salone dell'automobile di Ginevra del 1966. La linea della vettura venne realizzata da Giorgetto Giugiaro, da poco passato alla Carrozzeria Ghia, ispirandosi alla Fiat Dino.
La vettura viene commercializzata a partire dal 1968 in una media di 50 esemplari al mese. La vettura era equipaggiata con un motore quattro cilindri in linea superquadro (alesaggio 82 mm, corsa 75 mm) di 1584 cm³ bialbero derivato dalla Bellett.

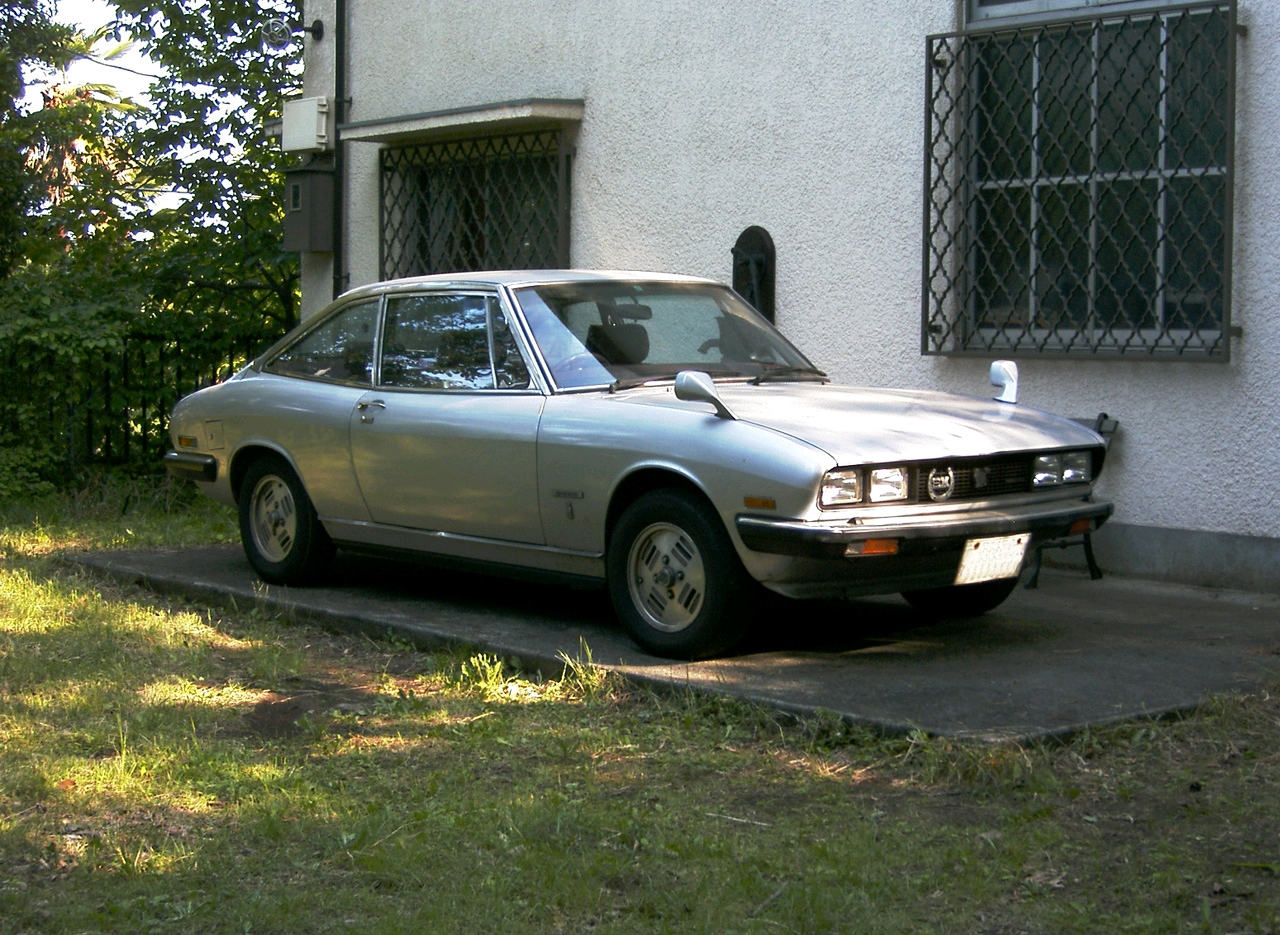
Una 117 Coupé restyling

Il propulsore, alimentato da due carburatori Solex-Hitachi doppio corpo 40 PHH, eroga 120 CV a 6400 giri/min. Accoppiato ad un cambio manuale a quattro rapporti, la vettura raggiungeva i 190 km/h. A questa versione si affiancavano la EC, con motore ad iniezione elettronica Bosch potenziato a 130 CV, e le più tranquille 1800 e 1800 N, con motore di 1817 cm³ monoalbero a carburatore da rispettivamente 115 e 100 CV (lo stesso impiegato sulla berlina Florian).
Nel 1977 l'auto fu oggetto di un restyling al frontale, ora a quattro fari rettangolari (anziché tondi); l'anno successivo debuttò un motore di 2 litri, e nel 1979 un Diesel di 2,2 litri. Del 1979 è anche la lussuosa serie speciale 117 Giugiaro così chiamata in omaggio al designer italiano.
La produzione termina nel 1981, dopo 86.192 esemplari prodotti. A sostituirla fu la Piazza, anch'essa disegnata da Giugiaro.